# Oki Daitō
Oki Daitō (沖大東島 Okidaitō-jima?), también Oki-no-Daitō, previamente conocida como Isla Rasa (ラサ島 Rasa-tō?) es una isla deshabitada de las Islas Daitō al sureste de Okinawa, Japón. Pertenece a la localidad de Kitadaitō. Se incorporó formalmente a Japón en el año 1900.

## Descripción de la isla
La isla Oki Daito es una isla elevada de arrecife de coral con una circunferencia de 4,34 kilómetros y una superficie de 1,19 kilómetros cuadrados, situada aproximadamente a 160 kilómetros al sur de la isla Minami Daito y a 408 kilómetros al sureste de la ciudad de Naha.
La forma de la isla es triangular, similar a la de la isla de Daito Norte, y el punto más alto está en la parte norte de la isla, a 31,1 metros sobre el nivel del mar. La elevación es ligeramente superior desde el sureste al norte y desde el sureste al noroeste, siendo la parte central de la isla una depresión de 10 a 15 metros más baja que la zona circundante. La costa de la isla también es un acantilado y está rodeada de arrecifes de coral.

## Formación de islas y depósitos de fosfato
Las islas Daito son la parte más alta de la cordillera Daito en el noroeste del mar de Filipinas. Además de la Dorsal de Daito, el Mar de Filipinas también contiene la Dorsal de Daito, donde se encuentran la isla de Minami Daito y la isla de Kita Daito, y la Dorsal de Amami, que se extiende al norte de la Dorsal de Daito desde el noroeste hasta el sureste hasta la Dorsal de Kyushu-Palau, ortogonal a la Fosa de Ryukyu respectivamente. Se cree que la dorsal Oki-Daito se formó por la subducción de la corteza que formó el arco insular, y el basamento está formado por rocas marinas profundas del Cretácico Superior. Se cree que la Dorsal del Gran Este fue un mar poco profundo durante el Eoceno, y que se depositaron ampliamente calizas poco profundas. Posteriormente, durante el Plioceno, se depositaron fangos calcáreos de origen pelágico.  Más adelante, en el Plioceno, se depositaron fangos calcáreos de naturaleza pelágica.

## Historia
Fue avistada por primera vez por el navegante español Bernardo de la Torre el 25 de septiembre de 1543, durante su intento frustrado de llegar a Nueva España desde Filipinas con el San Juan de Letrán. En ese momento se le asignó el nombre de Abreojos, ya que al ser tan llano y estar casi al nivel del agua era peligroso para la navegación. Más tarde fue avistada por un galeón de Manila el 28 de julio de 1587, al mando de Pedro de Unamuno, que cartografió los Daitōs como Islas sin Provecho. Otro galeón de Manila, el Nuestra Señora de la Consolación, al mando de Felipe Tompson, informó de su avistamiento en 1773 y lo cartografió como Isla Dolores.
En 1815 Oki Daito-jima fue reavistada por el último galeón de Manila, la fragata española de San Fernando de Magallanes, y fue llamada "Isla Rasa". 
En el siglo XX, se explotaron los yacimientos de fosfato de la isla durante un largo periodo. La Compañía de fosfato de la Isla Rasa, ahora Industrias Rasa, se creó para este fin en 1911.
La isla ha estado deshabitada desde 1945. Desde 1956 hasta 1972, la isla fue utilizada como un campo de tiro de la Armada de los Estados Unidos. Debido a su uso, la isla hoy carece de árboles. Fue devuelta a Japón en 1972, pasando a ser propiedad de Industrias Rasa.